# ノロドム・モニニヤット
ノロドム・モニニヤット・シハヌーク（クメール語: នរោត្ដម មុនិនាថ សីហនុ, ラテン文字転写: Norodom Monineath Sihanouk, 1936年6月18日 - ）はカンボジア王妃（在位：1993年9月24日 - 2004年10月7日）、王太后（在位：2004年10月7日 - ）。
カンボジア国母（クメール語: ព្រះវររាជមាតាជាតិខ្មែរ）の別称も持っている。モニニヤットはシハヌークの晩年まで連れ添った唯一の王妃であった。

## 生涯

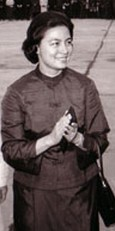
（1972年）

1936年6月18日、フランス領インドシナ（現ベトナム）のサイゴンで誕生。出生名はポール=モニーク・イッツィ（Paule-Monique Izzi）。コルシカ人とフランス人、イタリア人の血を引く父のジャン=フランソワ・イッツィはベトナムの銀行家であった。父は第二次世界大戦中に死去した。母のポム・ペアンはプノンペン出身である。ノロドム小学校、シソワス高校、リセ・ルネ・デカルトで学んだ。
1951年にノロドム・シハヌークと出会い、モニニヤットはカンボジア全国美人コンテストで一等賞を授与した。シハヌークと1952年4月12日から同棲を始め、1955年3月5日に王宮で結婚式を挙げた。結婚する3日前の1955年3月2日にはシハヌークが退位して首相となった為、ファーストレディとなる。
モニニヤットは1967年から1970年までカンボジア赤十字社(CRC)の会長を務めた。モニニヤットと王太后のシソワット・コサマックの仲は険悪で、シハヌークが再度王に即位できなかったのも母が妨げたことが理由とされている。
1970年のカンボジアのクーデターの後、モニニヤットは最初に中国の北京で亡命した夫に加わり、後に北朝鮮に亡命した。北朝鮮の金日成朝鮮労働党総書記のゲストとして、滞在中に60室の宮殿が住居として与えられた。
1975年4月にプノンペンがクメール・ルージュに陥落した後、彼女はクメール・ルージュによって名目上の国家元首に任命された夫と一緒にカンボジアのプノンペンの王宮に戻った。しかし、1976年以降、彼らは両方ともクメール・ルージュによって自宅軟禁下に置かれた。1979年1月、ポル・ポトはモニニヤットとシハヌークが中国人と共にカンボジアから避難することを許した。当初の計画はシアヌークとモニニヤットだけを避難させることだったが、ポル・ポト自身は、王室のすべてのメンバーが中国の飛行機に場所を与えるべきだと主張した。
1993年9月24日、シハヌークの2度目の王への即位と共に、モニニヤットは王妃に冊封される。2004年に夫のシハヌークが退位すると、王太后となった。2020年には中国政府から友好勲章を授与された。
2021年には85歳となったモニニヤットの姿が公開された。
2024年7月13日にはベトナムのトー・ラム国家主席から表敬訪問を受ける。
モニニヤットは母語のクメール語に加え、フランス語、英語が堪能である。

## 家族
- 夫　国王シハヌーク
- 長男 国王シハモニ（1953年 - ）
- 次男 ナリンドラポン王子（1954年 - 2003年）心臓麻痺で薨去[9]。
  - 孫娘　ノロドム・シモナリン王女（1983年 - ）
  - 孫娘　ノロドム・モニヌーク王女（1987年 - ）